# Algoth Scarin
Algoth Scarin, född 20 november 1684 i Skara, död 5 november 1771 i Åbo, var en svensk historiker.

## Biografi
Scarin blev 1704 student vid Uppsala universitet, förordnades 1714 till biblioteksamanuens, promoverades 1716 till filosofie magister samt erhöll 1719 venia docendi i latin, historia och moral. Han var elev av Erik Benzelius d.y. Han utnämndes 1722 till professor i historia och moral vid Kungliga akademien i Åbo och erhöll 1747 uppdrag att jämte sin professur handha bibliotekarietjänsten.  År 1756 blev han ledamot av Vetenskapssocieteten i Uppsala. Han fick avsked 1761 med kansliråds titel.
Under Scarins presidium utgavs 126 disputationer, till stor del utarbetade av honom själv. Flera av dessa behandlar på ytligt sätt moraliska ämnen; märkligare är de disputationer, i vilka han berör historiska frågor, då han var en av dem, som bröt med den Rudbeckska riktningen inom historieskrivningen. Han var övertygad om öst- och västgoternas samt flera andra folks härstamning från Sverige. En svaghet var, att han ej sällan byggde på godtyckliga namnjämförelser.
Bland Scarins disputationer kan nämnas De Sancto Henrico, fennorum apostolo (1737 och 1748), i vilken han uttalar den meningen, att svenskarna vid det första korståget till Finland landsteg vid Åbo, samt De originibus priscæ gentis varegorum (1734), i vilken han påvisar att det ryska rikets grundläggare var svenskar. Han var intresserad av arkeologi och yrkade på omvårdnad av Åbo domkyrkas fornminnen. Scarin var, tillsammans med sin efterträdare Johan Bilmark, Henrik Gabriel Porthans föregångare på den finländska historieforskningens fält.

## Familj
Algot Scarin var son till kyrkoherden Asmund Scarin i Tunhems socken och Christna, en dotter till Laurentius Birgeri Cleverus.